# Solid Gold Guitar
Solid Gold Guitar è un album discografico del chitarrista statunitense Al Caiola, pubblicato dalla casa discografica United Artists Records nel gennaio del 1962.

## Tracce
Lato A
1. Guns of Navarone – 2:36 (Dimitri Tiomkin)
2. Moon River – 2:35 (Johnny Mercer, Henry Mancini)
3. Guitar Boogie – 2:14 (Arthur Smith)
4. Magnificent Seven – 2:01 (Elmer Bernstein)
5. I'll Walk the Line – 2:38 (Johnny Cash)
6. The World Is Waiting for the Sunrise – 2:17 (Eugene Lockhart, Ernest Seitz)

Lato B
1. Jezebel – 2:15 (Wayne Shorklin)
2. Mexico – 2:35 (Boudleaux Bryant)
3. Big Guitar – 2:33 (Al Caiola)
4. Two Guitars – 2:18 (Nick Perito)
5. Foot Stompin' – 2:20 (Aaron Collins)
6. Vaya con Dios – 3:15 (Larry Russell, Inez Jones (Inez James), Buddy Pepper)

## Musicisti
- Al Caiola - chitarra, arrangiamenti
- Altri musicisti non accreditati

Note aggiuntive
- Nick Perito - produttore, arrangiamenti
- Don Costa - arrangiamenti
- Charles Varon - fotografia copertina frontale album[3]